# ضاية حشلاف
ضاية حشلاف هي بحيرة ومتنفس طبيعي في جماعة ضاية عوا بإقليم إفران. سنة 2022، جفت بحيرة ضاية حشلاف من المياه بشكل نهائي.

## الوصف
تحيط بها أشجار الصفصاف وتعيش فيها أسماك الترويتة، تتغذى هذه البحيرة على مجموعة من المنابع المائية. تصل مساحة ضاية حشلاف إلى حوالي 14 هكتارا وعمقها 3 أمتار وتتواجد على علو 1650 متر فوق سطح البحر.

## السياحة
تعتبر ضاية حشلاف محطة في مسار الجولة السياحية عبر البحيرات بإقليم إفران. تمارس في البحيرة رياضة صيد أسماك الترويت في الفترة ما بين شهري ماي وغشت.

## معرض الصور

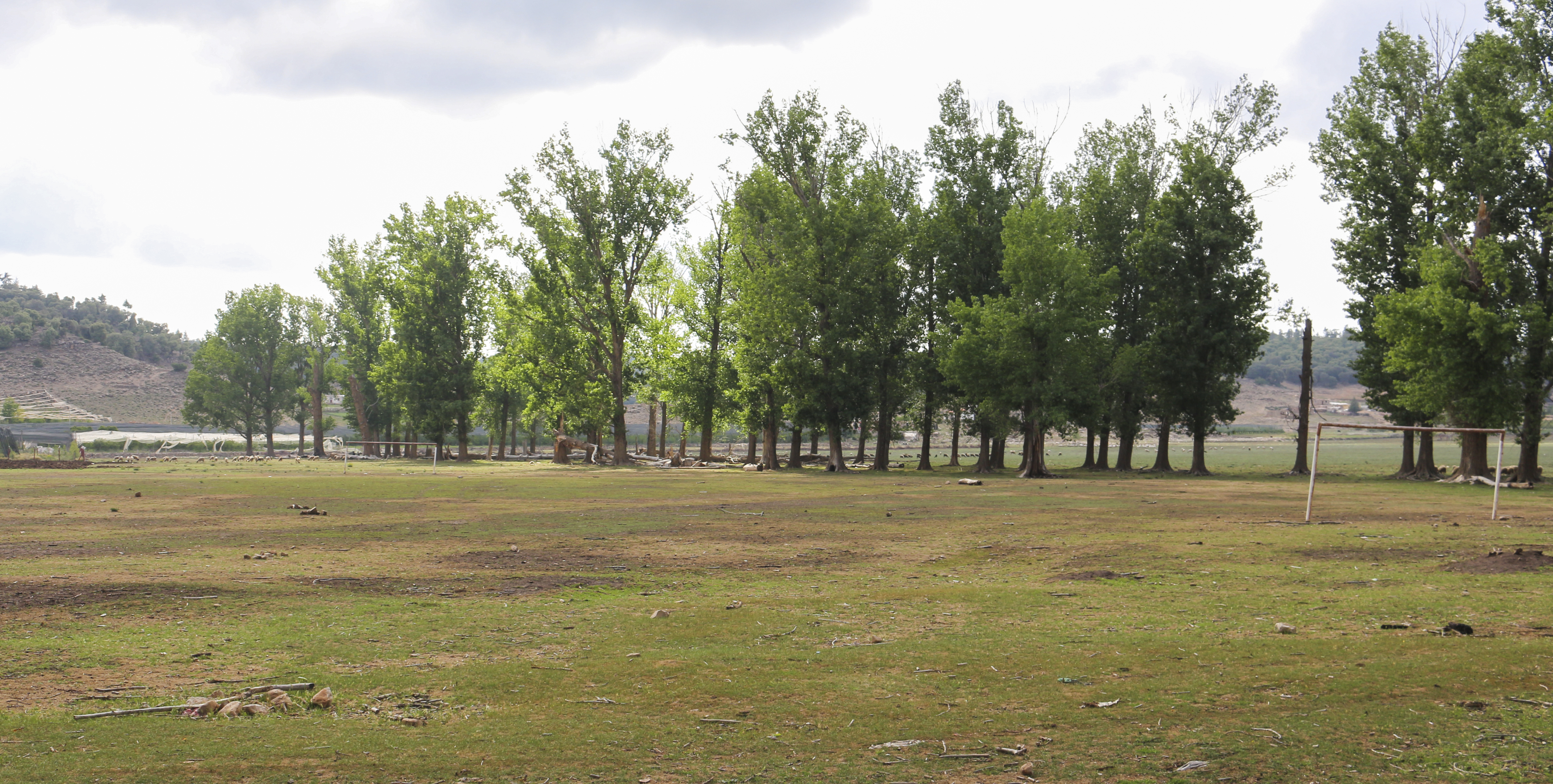
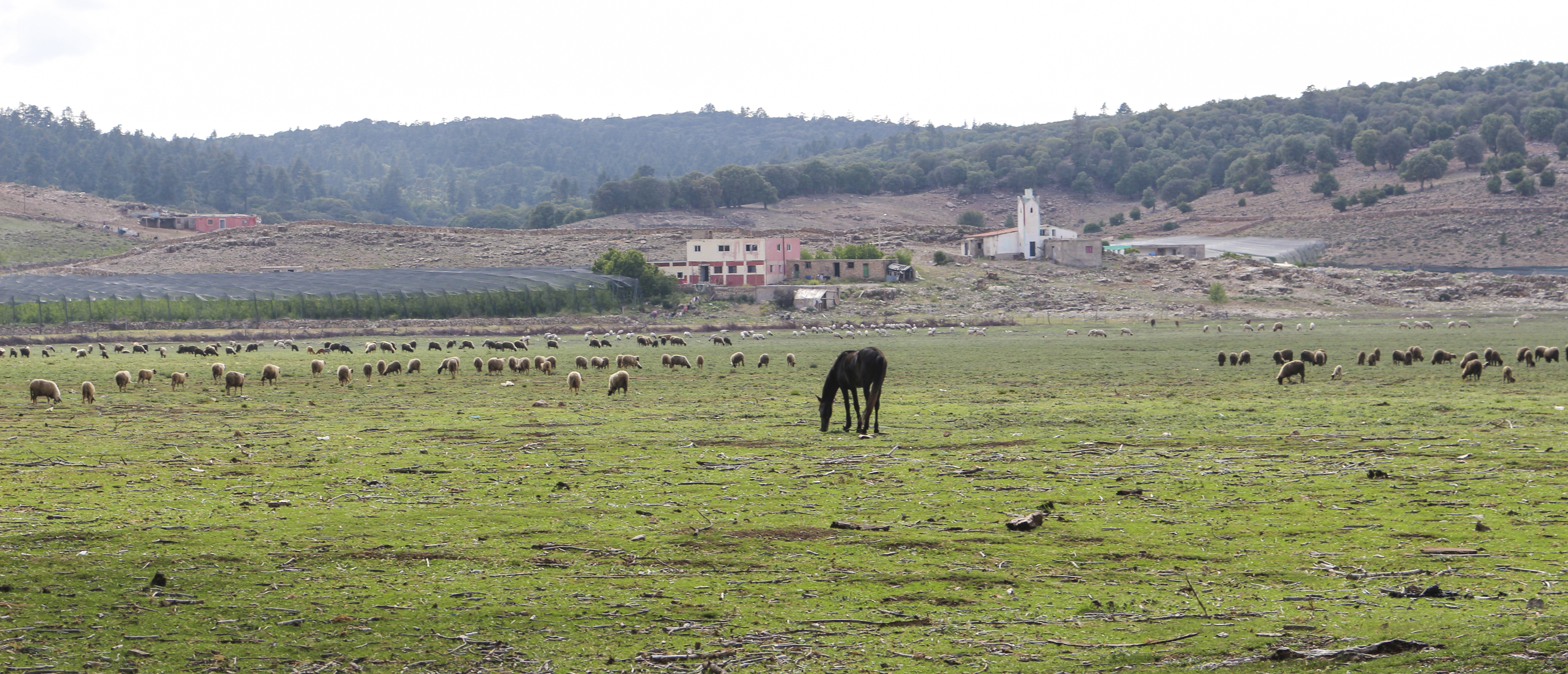
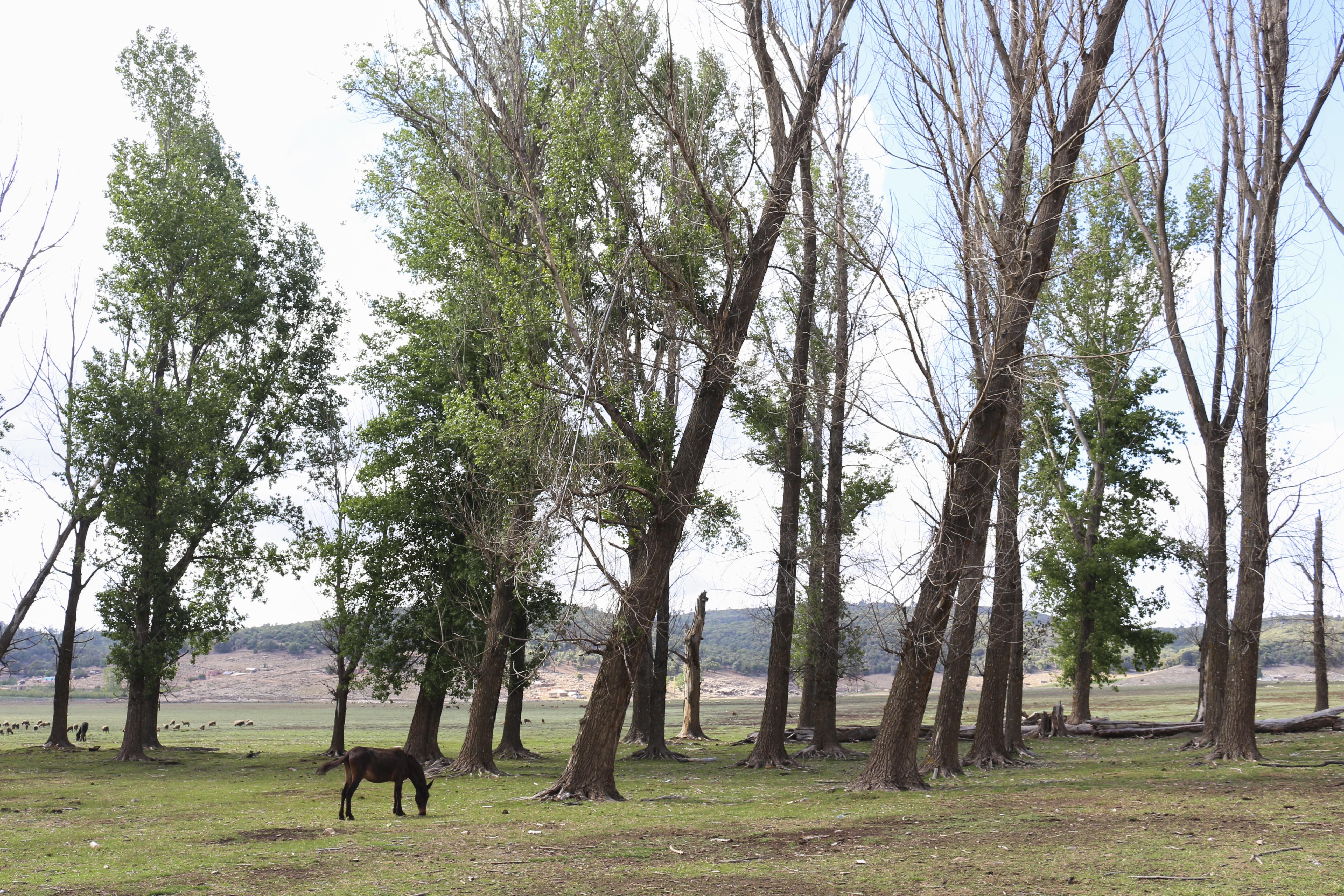